# Lidenne
Le Lidenne est une rivière française du département Haute-Loire de la région Auvergne-Rhône-Alpes et un affluent gauche de la Senouire, c'est-à-dire un sous-affluent du fleuve Loire.

## Géographie
De 16,8 kilomètres de longueur, le Lidenne prend sa source sur la commune de Jax à 1 010 mètres d'altitude.
Il coule globalement du sud-est vers le nord-ouest en faisant un léger arc vers le sud-ouest.
Il conflue sur la commune de Paulhaguet, à 522 mètres d'altitude.
Les cours d'eau voisins sont la Fioule au sud et la Senouire au nord,

## Communes et cantons traversés
Dans le seul département de la Haute-Loire, le Lidenne traverse sept communes et ddd cantons :
- dans le sens amont vers aval : Jax (source) Sainte-Eugénie-de-Villeneuve, Chavaniac-Lafayette, Saint-Georges-d'Aurac, Couteuges, Salzuit, Paulhaguet, (confluence).

Soit en termes de cantons, le Lidenne prend source  et conflue dans le même canton de Paulhaguet, le tout dans l'arrondissement de Brioude.

## Affluents
Le Lidenne a trois tronçons affluents référencés :
- le ruisseau de Trintignac (rd), 2,2 km, sur les trois communes de Chavaniac-Lafayette (source), Sainte-Eugénie-de-Villeneuve, Saint-Georges-d'Aurac (confluence).
- le ruisseau de Chavaniac (rd), 5,2 km, sur les deux communes de Saint-Georges-d'Aurac (confluence et Chavaniac-Lafayette (source) avec un affluent :
  - le Buis (rd), 1,3 km sur les deux communes de Jax et Chavaniac-Lafayette avec un affluent :
    - le Breuil (rd), 2,6 km sur les deux communes de Jax et Chavaniac-Lafayette.
- le Couteuges (rg), 5,1 km, sur les deux communes de Cerzat (source) et Couteuges (confluence) avec deux affluents :
  - le ruisseau de Barret (rd), 6,6 km, sur les deux communes de Saint-Georges-d'Aurac (source) et Couteuges (confluence).
  - l'Espitavy (rg), 2,7 km, sur les deux communes de Saint-Privat-du-Dragon (source), Couteuges (confluence).

Le rang de Strahler est donc de quatre.

## Bassin versant
La superficie du bassin versant La Senouire de la Ribeyrette (NC) au Doulon (NC) (K236) est de 254 km2. Le bassin versant est composé de 46,62 % de territoires agricoles, de 51,79 % de forêts et milieux semi-naturels, et de 1,34 % de territoires artificialisés.

## Hydrologie
Une station hydrologique est implantée depuis 1969 à Couteuges au lieu-dit la Tuilerie Basse

### Le Lidenne à Couteuges
La Station K2365510 - Le Lidenne à Couteuges (La Tuilerie Basse), est en service depuis 46 ans.
Le module à Couteuges est de 0,238 m3/s.
Le régime hydrologique est donc de type régime pluvio-nival.

### Étiage ou basses eaux
À l'étiage, c'est-à-dire aux basses eaux, le VCN3, en cas de quinquennale sèche s'établit à 0,003 m3/s, ce qui représente en 1,5% du débit nominal, donc relativement peu.

### Crues
Sur cette courte période d'observation, le débit journalier maximal a été observé le 3 décembre 2003 pour 11,20 m3/s. Le débit instantané maximal a été observé le 29 septembre 2000 avec 14 m3/s et la hauteur maximale instantanée de 214 cm soit 2,14 m le 3 décembre 2003,.
Le QIX 10 est de 13 m3/s, le QIX 20 est de 15 m3/s et le QIX 50 est de 19 m3/s, alors que le QIX 2 est de 6,7 m3/s et le QIX 5 de 10 m3/s. Le Qix centennal n'a pu être estimé puisque la période d'observation n'est que de 46 ans.

### Lame d'eau et débit spécifique
La lame d'eau écoulée dans cette partie du bassin versant de la rivière est de 162 millimètres annuellement, ce qui est inférieur à la moitié de la moyenne en France. Le débit spécifique (Qsp) atteint 5,1 litres par seconde et par kilomètre carré de bassin.

## Organisme gestionnaire
L'organisme gestionnaire est le SICALA de Haute-Loire.

## Pêche et AAPPMA
Le Lidenne est couvert par l'AAPPMA du Paulhaguet concernant la Senouire et ses affluents. C'est un cours d'eau de première catégorie.